# 蓑羽鹤

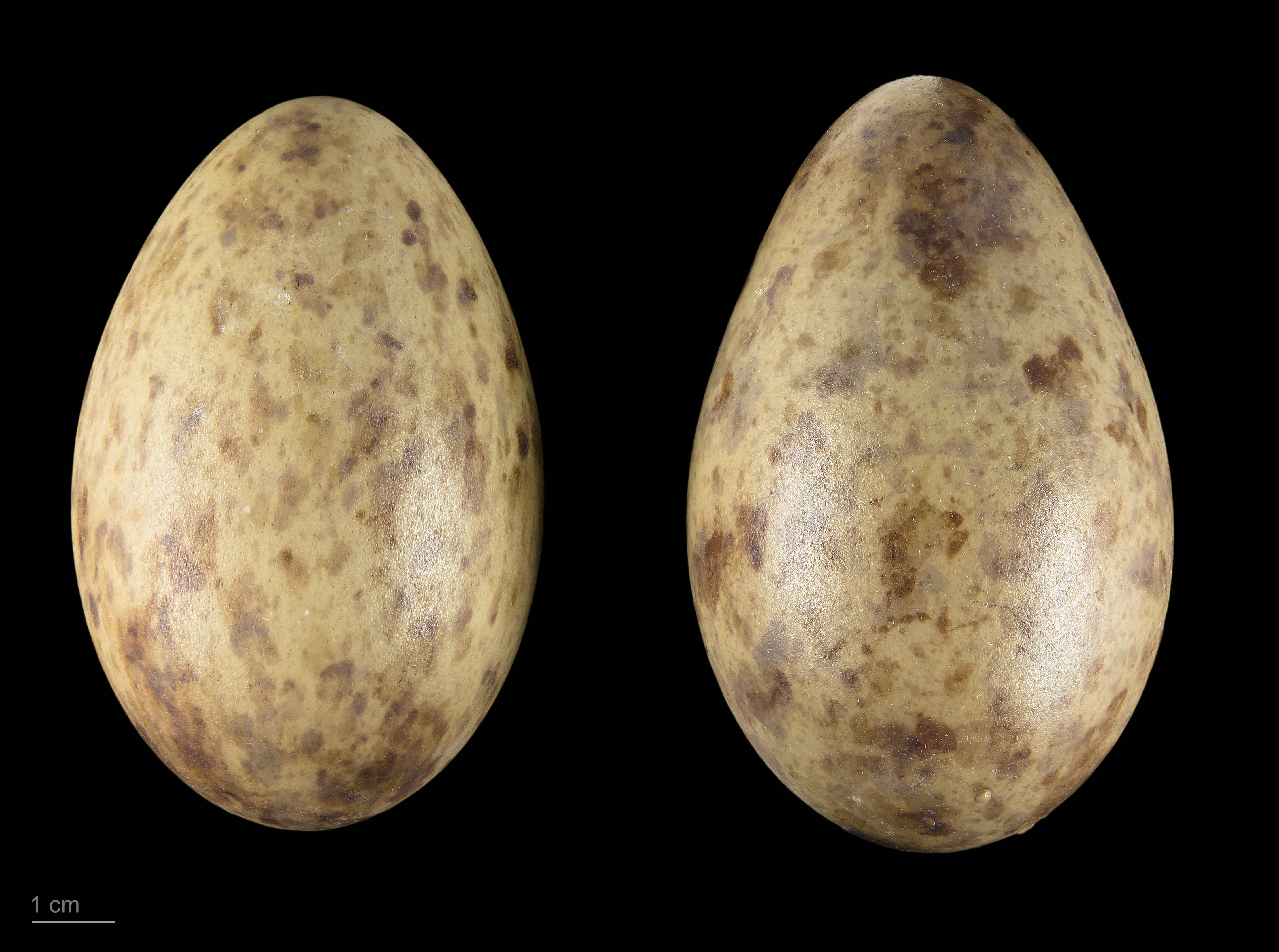
卵 Grus virgo

蓑羽鹤（学名：Grus virgo），又名闺秀鹤、處子鹤，是一種生活在歐羅西伯利亞中部的鶴類，分佈範圍從黑海到蒙古和中國東北。在土耳其也有少量繁殖群體。這些鶴是候鳥。來自歐亞西部的鳥類會在非洲過冬，而來自亞洲、蒙古和中國的鳥類則會在印度次大陸過冬。這種鳥在印度文化中具有象徵意義，被稱為Koonj或Kurjaa。

## 分類
蓑羽鶴由瑞典博物學家卡爾·林奈於1758年在他的第十版自然系統中正式描述。他將其與鷺和鶴一起歸入蒼鷺屬（Ardea），並創造了雙名Ardea virgo。他將模式產地指定為東方，但後來被限定為印度。 林奈引用了早期作者的記述。英國博物學家伊萊亞薩·阿爾賓於1738年描述並繪製了「努米底亞鶴」。阿爾賓解釋說：「這種鳥被稱為Demoiselles是因為它有一些動作，似乎模仿了女人在走路、行禮和跳舞時追求優雅的姿態。」 林奈還引用了英國博物學家喬治·愛德華茲於1750年描述並繪製的「努米底亞的Demoiselle」。 「努米底亞的Demoiselle」這個名稱由法國博物學家克勞德·佩羅於1676年首次使用。 現在，蓑羽鶴被歸入由法國動物學家馬蒂蘭·雅克·布里松於1760年引入的鶴屬（Grus）。該物種被視為單型：不承認任何亞種。 屬名Grus是拉丁語「鶴」的意思。種小名virgo是拉丁語，意思是「少女」。 一些權威機構將此物種與密切相關的藍鶴（Grus paradisea） 一起歸入Anthropoides屬。

## 描述
蓑羽鶴長85—100 cm（33.5—39.5英寸），身高76 cm（30英寸），翼展155—180 cm（61—71英寸）。它重2—3（4.4—6.6磅）。它是最小的鶴類物種。 蓑羽鶴略小於灰鶴，但具有類似的羽毛。它有一條長長的白色頸帶，黑色從前頸延伸至胸部形成羽冠。
它的鳴聲聲比灰鶴更高，像其他鶴類一樣有舞蹈表現，動作比灰鶴更優雅，跳躍較少。

## 分佈與棲地
蓑羽鶴在歐亞大陸中部從黑海到蒙古和中國東北地區繁殖。它通常在植被稀疏的開放區域，通常靠近水域繁殖。在冬季，它會遷徙到薩赫勒地區的非洲，從乍得湖東部到埃塞俄比亞南部，或遷徙到印度次大陸的西部地區。土耳其曾有一個小型群體，北非的阿特拉斯山脈也曾有一個獨立的留鳥群體，這些都已經滅絕。在印度的越冬地，它們會在農田上形成大型群體，夜間在淺水區棲息。

## 行為與生態

### 繁殖
蛋在四月到五月間產下。簡陋的巢通常置於草地或裸地上的開放區域。每次產下兩枚蛋，間隔一天，並在第一枚蛋產下後開始孵化。孵化由雙親共同完成，但主要由雌鳥負責。蛋在27到29天後不會同步孵化。雛鳥上面為淡棕色，下面為灰白色。它們由雙親共同餵養和照顧。離巢期在55到65天之間。它們在兩歲時首次繁殖。

## 文化意義
在北印度的語言中，蓑羽鶴被稱為koonj/kurjan，並在該地區的文學、詩歌和習語中佔有重要地位。美麗的女性常被比作koonj，因為它細長的形態被認為優雅。人們也經常將koonj比作遠行或冒險歸來的人。
名稱koonj來自梵語詞彙kraunch，這是印歐語系中「鶴」的同源詞。 在印度教史詩羅摩衍那的作者蟻垤的古老故事中，據說他的第一首詩是靈感來自於看到一名獵人殺死了一對正在求愛的蓑羽鶴中的雄鳥。當他觀察到傷心的雌鳥在空中盤旋並哀鳴時，他在詩中詛咒了獵人。由於傳統上認為此刻之前的所有詩歌都是由神啟示而非人類創作的，這首關於蓑羽鶴的詩被視為人類創作的第一首韻文。
在遷徙過程中，koonj的飛行編隊也啟發了古印度的陣法。在摩訶婆羅多史詩中描述，俱盧之戰第二天，雙方都採用了koonj編隊。

## 外部連結
- eBird Species Factsheet （页面存档备份，存于）
- Demoiselle crane （页面存档备份，存于） at Animal Diversity Web
- Demoiselle Crane (Anthropoides virgo) （页面存档备份，存于） from Cranes of the World (1983) by Paul Johnsgard